# 威德尔海

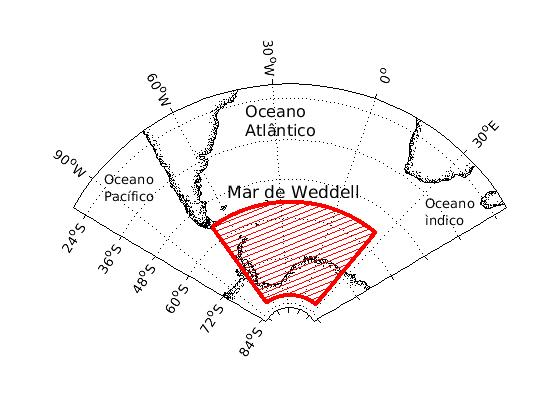
威德尔海範圍

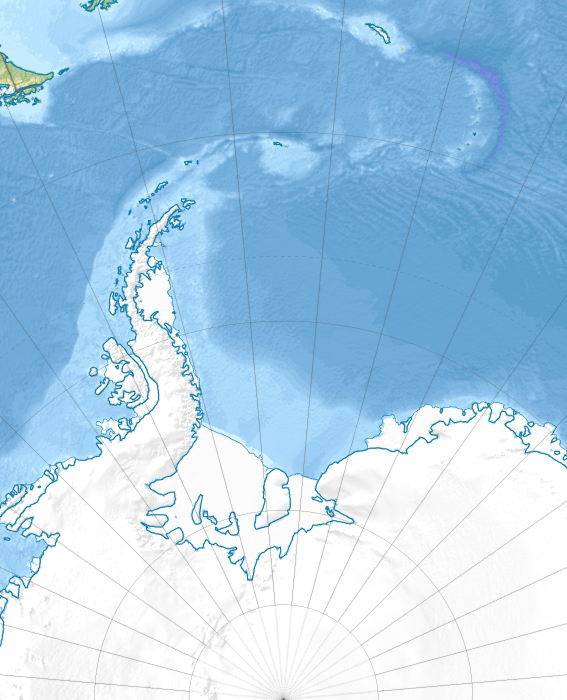
威德尔海海床地形圖

威德尔海（英語：Weddell Sea）是南极洲的陆缘海之一，位于大西洋的极南部，是南冰洋的一部分。
威德尔海位于科茨地（Coats Land）与南极半岛之间，南部有非尔希内尔陆缘冰（Filchner Ice Shelf），为一北宽南窄的三角形海湾，总面积约280万平方公里。北部海洋很深，其中南桑德韦奇海沟（South Sandwich Deep）最深处达8,428米。威德尔海自象岛以南的南半部全年冰封。
该海以英国航海家詹姆斯·威德尔命名，他曾经在1823年在威德尔海探险，并达到了南纬74度。1902年至1904年，英国航海家威廉·布鲁斯首次全面对该海进行了探测。